# 273P/Pons-Gambart
273P/Pons-Gambart est une comète périodique du système solaire, découverte le 21 juin 1827 par les astronomes français de l'observatoire de Marseille, Jean-Louis Pons et Adolphe Gambart.
Ichiro Hasegawa et Syuichi Nakano ont suggéré en 1995 que cette comète est la même que celle observée en 1110, C/1110 K1.
Sur la base de la période orbitale estimée (entre ~40 et ~60 ans), elle fut considérée comme perdue et ne fut pas retrouvée avant le 7 novembre 2012, quand l'astronome amateur Robert D. Matson découvrit une comète. Il put ensuite mettre en évidence que les calculs d'orbite de Pons-Gambart étaient totalement erronés et que le retour de la comète en 2012 n'était que le premier depuis sa découverte en 1827.

## Tableau récapitulatif des périhélies et observations
Mis à jour le 2 août 2023.
| Périhélie | Observation  |
| --- | ------------ |
| 8 juin 1827 | 273P/1827 M1 |
| 19 décembre 2012 | 273P/2012 V4 |
| 16 juin 2191 |              |
| Légende : - découverte - observée, post-découverte - observée, pré-découverte - non observée, post-découverte - non observée, pré-découverte - retour futur |              |